# Srđan Lakić
Srđan Lakić (Ragusa, 2 ottobre 1983) è un ex calciatore croato, di ruolo attaccante.

## Carriera

### Club
Dopo aver iniziato la carriera nelle serie inferiori croate, nel 2006 approda in Germania, acquistato dall'Hertha Berlino. L'anno successivo viene ceduto in prestito agli olandesi dell'Heracles Almelo, quindi nel 2008 passa a titolo definitivo al Kaiserslautern, con cui conquista una promozione in Bundesliga. Nella stagione 2010-2011 trova una buona continuità in zona gol.
Il 27 gennaio 2011 il Wolfsburg comunica attraverso il proprio sito ufficiale l'acquisizione a parametro zero del giocatore, che si aggrega alla nuova squadra a partire dal mese di luglio.
Dopo 10 presenze e nessuna rete nella prima parte di campionato, il 31 gennaio 2012 passa in prestito all'Hoffenheim dove gioca la seconda parte di campionato, anche qui senza andare in gol.
Tornato al Wolfsburg, il 29 gennaio 2013 viene ceduto in prestito all'Eintracht Francoforte. Il 31 gennaio 2014 ritorna al Kaiserslautern, in seconda serie.
Il 30 gennaio 2015 si trasferisce al Paderborn.

### Nazionale
Ha giocato nella nazionale croata Under-21.

## Statistiche

### Cronologia presenze e reti in nazionale
| Cronologia completa delle presenze e delle reti in nazionale ― Croazia under 21 | Cronologia completa delle presenze e delle reti in nazionale ― Croazia under 21 | Cronologia completa delle presenze e delle reti in nazionale ― Croazia under 21 | Cronologia completa delle presenze e delle reti in nazionale ― Croazia under 21 | Cronologia completa delle presenze e delle reti in nazionale ― Croazia under 21 | Cronologia completa delle presenze e delle reti in nazionale ― Croazia under 21 | Cronologia completa delle presenze e delle reti in nazionale ― Croazia under 21 | Cronologia completa delle presenze e delle reti in nazionale ― Croazia under 21 |
| Data                                                                            | Città                                                                           | In casa                                                                         | Risultato                                                                       | Ospiti                                                                          | Competizione                                                                    | Reti                                                                            | Note                                                                            |
| ------------------------------------------------------------------------------- | ------------------------------------------------------------------------------- | ------------------------------------------------------------------------------- | ------------------------------------------------------------------------------- | ------------------------------------------------------------------------------- | ------------------------------------------------------------------------------- | ------------------------------------------------------------------------------- | ------------------------------------------------------------------------------- |
| 11-10-2005                                                                      | Kaposvár                                                                        | Ungheria under 21                                                               | 2 – 2                                                                           | Croazia under 21                                                                | Qual. Europeo Under-21 2006                                                     | -                                                                               | 65’                                                                             |
| 12-11-2005                                                                      | Belgrado                                                                        | Serbia under 21                                                                 | 3 – 1                                                                           | Croazia under 21                                                                | Qual. Europeo Under-21 2006                                                     | -                                                                               | 79’                                                                             |
| 16-11-2005                                                                      | Velika Gorica                                                                   | Croazia under 21                                                                | 1 – 2                                                                           | Serbia under 21                                                                 | Qual. Europeo Under-21 2006                                                     | -                                                                               | 51’                                                                             |
| Totale                                                                          |                                                                                 | Presenze                                                                        | 3                                                                               |                                                                                 | Reti                                                                            | 0                                                                               |                                                                                 |

## Palmarès

### Club

#### Competizioni nazionali
- Campionato tedesco di seconda divisione: 1

Kaiserslautern: 2009-2010